# Famille Seriziat
La famille Seriziat,  ou Sériziat, est une famille bourgeoise française comportant plusieurs personnalités notables entre la fin du XVIIIe siècle et le début du XXe siècle.

## Origine
À la fin du XVIIIe siècle, deux branches de la famille Seriziat se distinguent au sein de la bourgeoisie lyonnaise, celle des « Seriziat-Mora », issue du fabricant de soieries Jean-Marie Seriziat et attestée à Lyon depuis le XVIIe siècle, et celle issue du marchand Pierre Seriziat, originaire de Saint-Didier-au-Mont-d'Or.

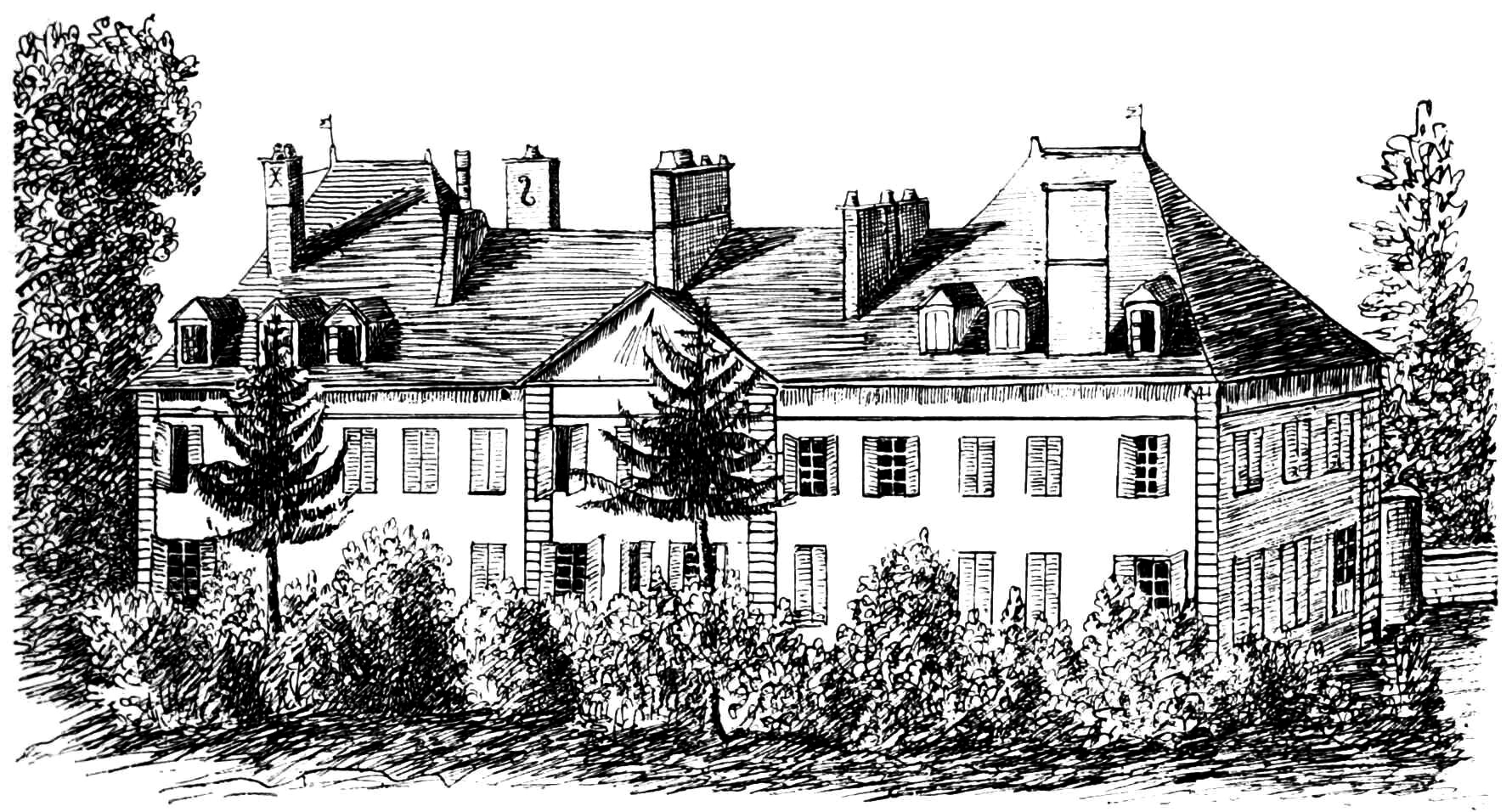
Le château de Saint-Ouen à Favières, d'après un dessin de 1848.

Pierre (II) Seriziat a eu dix enfants, dont Charles Catherin (1756-1802), général des guerres révolutionnaires, et Pierre (III) (1757-1847), avocat, époux d’Émilie Pécoul, belle-sœur du célèbre peintre Jacques-Louis David. C'est par les Pécoul que les Seriziat héritèrent du domaine de Saint-Ouen à Favières (Seine-et-Marne), qu'ils habitèrent avant qu'il soit acquis par le baron Edmond de Rothschild.

## Membres notables
- Charles-Catherin Seriziat (1756-1802), général de brigade ;
  - Pierre-Camille Seriziat (1789-1853), colonel, fils aîné du général ;
    - Charles-Édouard Seriziat (1823-1873), chef de bataillon, fils du colonel ;
    - Louis-Edmond Seriziat (1826-1911), chef de bataillon, fils du colonel et beau-père de Paul Ballaguy (1873-1937), auteur d'une monographie de la famille Seriziat ;

  - Charles-Rodolphe Seriziat (1797-1874), capitaine, 3e fils du général ;
    - Charles-Victor-Émile Seriziat (1835-1910), médecin militaire et naturaliste, fils du précédent ;
- Pierre (III) Seriziat (1757-1847), avocat, frère puîné du général Seriziat ;
  - Pierre-Emmanuel Seriziat (1787-1868), maire de Favières de janvier 1826 à octobre 1848, fils du précédent.

## Galerie de portraits

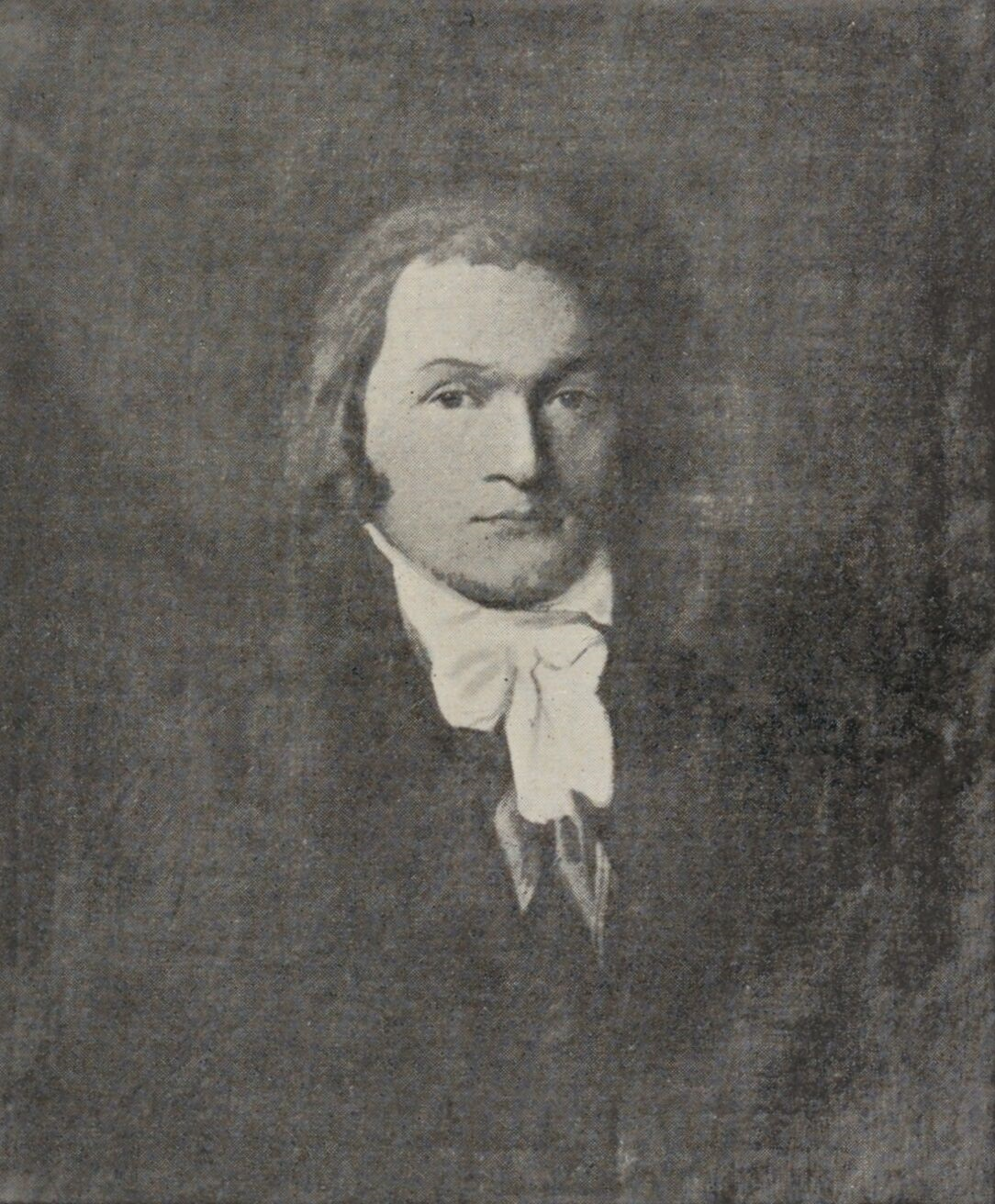
Charles-Catherin Seriziat (d'après un portrait peint par Serangeli, 1795)
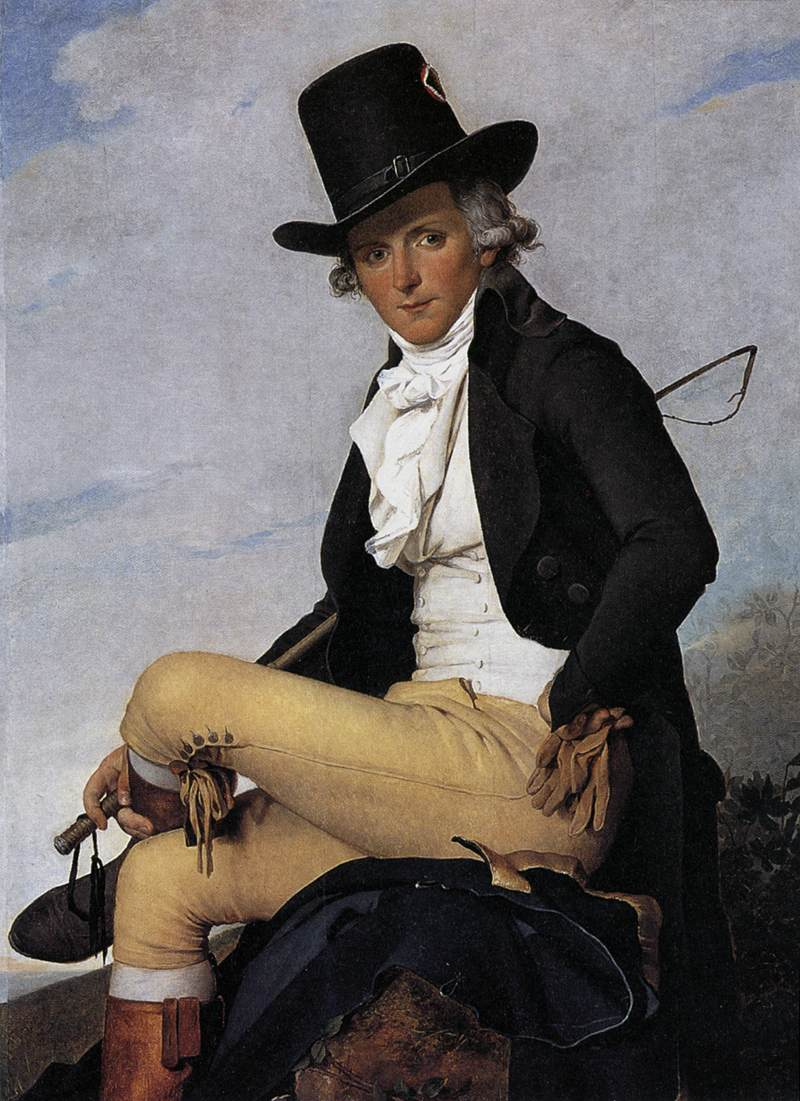
Pierre (III) Seriziat (Portrait de Pierre Sériziat par David, 1795, Musée du Louvre).
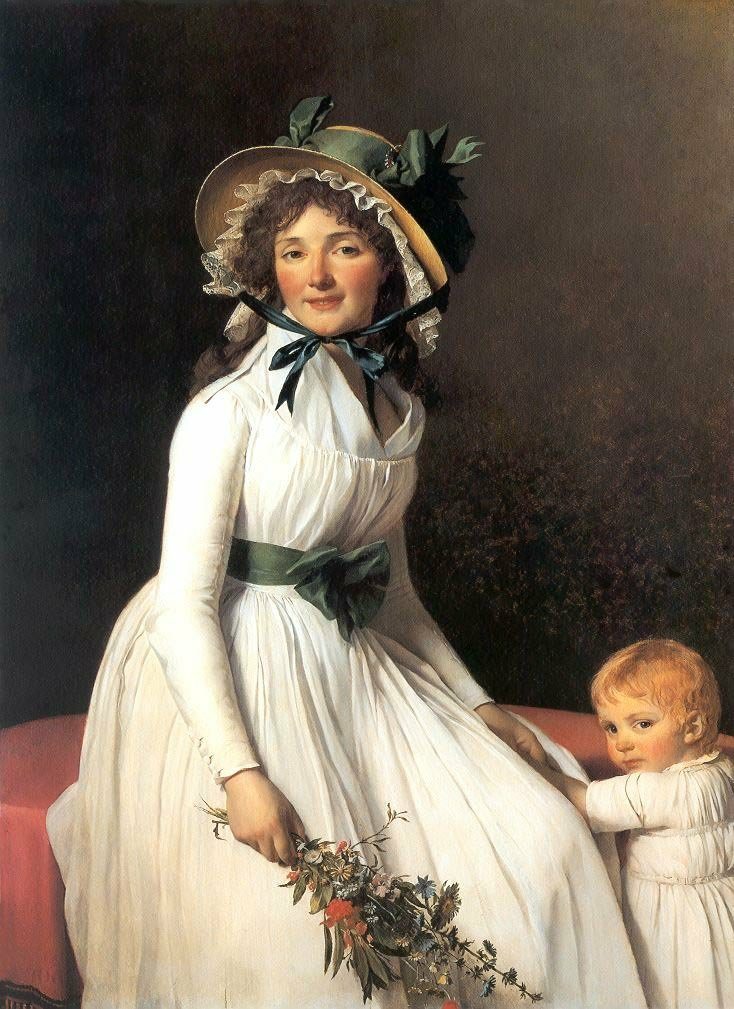
Émilie Seriziat, née Pécoul, et son fils Pierre (Portrait d'Émilie Sériziat et son fils par David, 1795, Musée du Louvre).
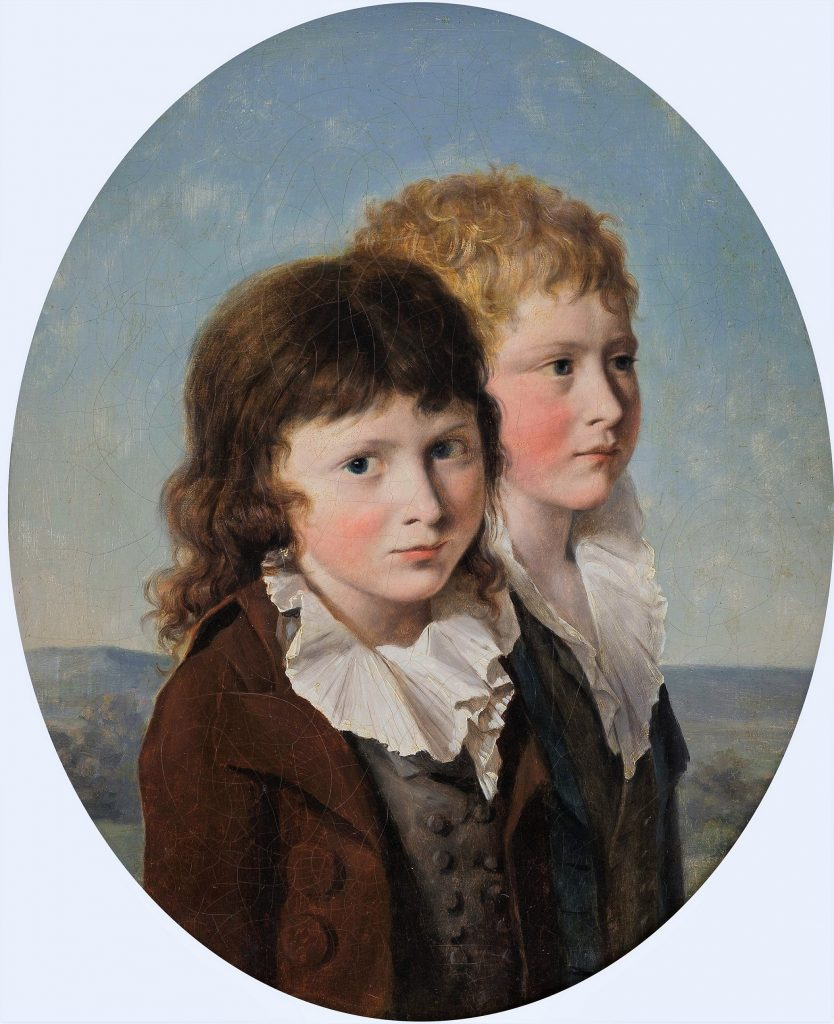
Les jumeaux Charles-Alphonse et Pierre-Emmanuel Seriziat (portrait par Serangeli, 1795, Musée Fabre).
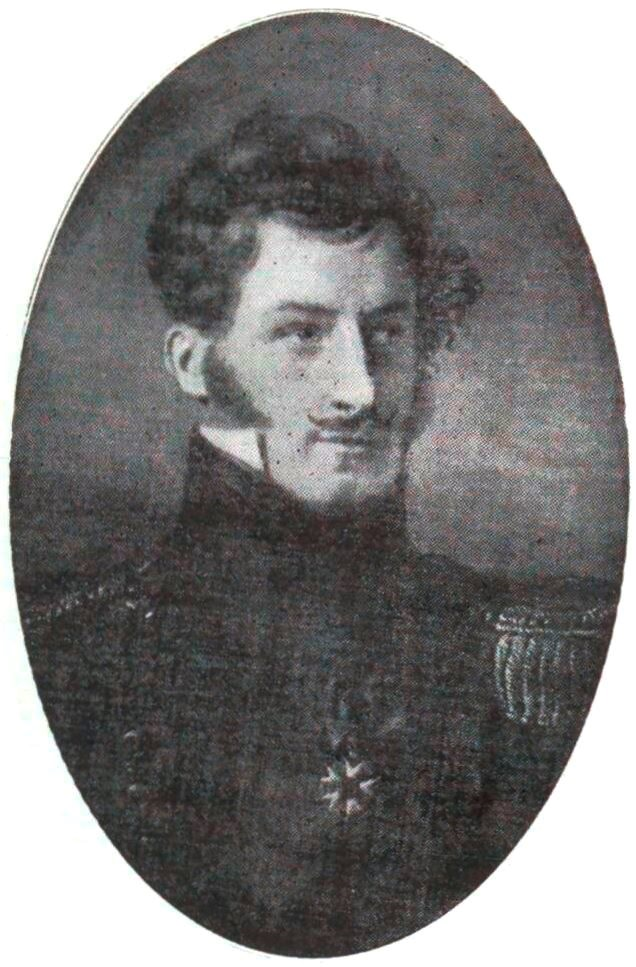
Pierre-Camille Seriziat en tenue de chef de bataillon (1820).
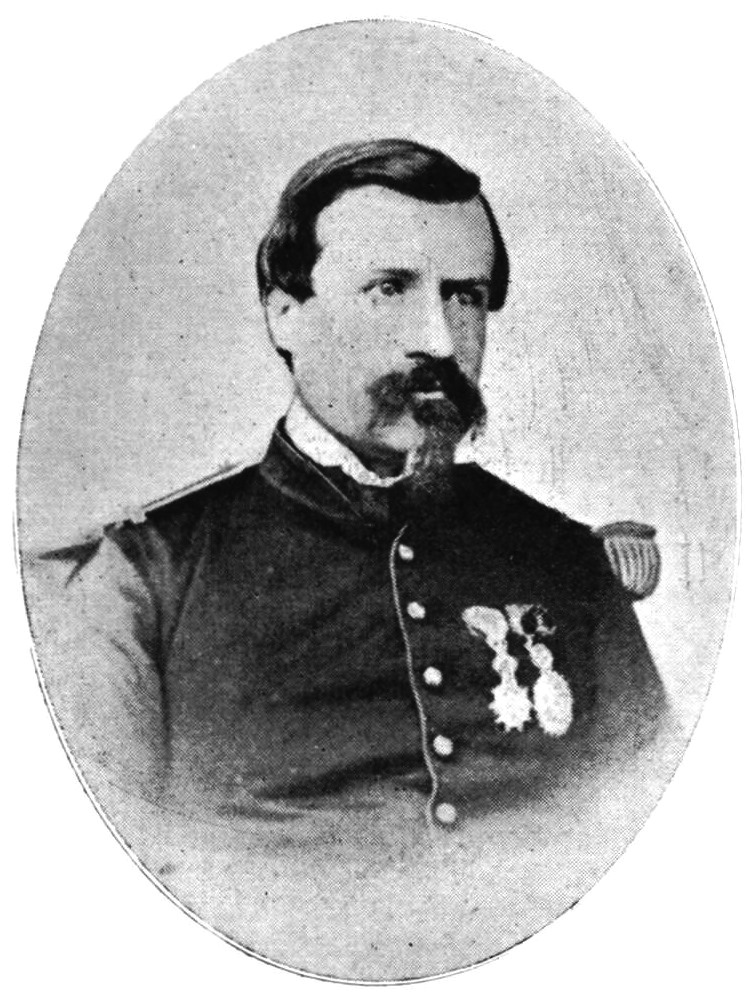
Édouard Seriziat en tenue de chef de bataillon (avant 1873).
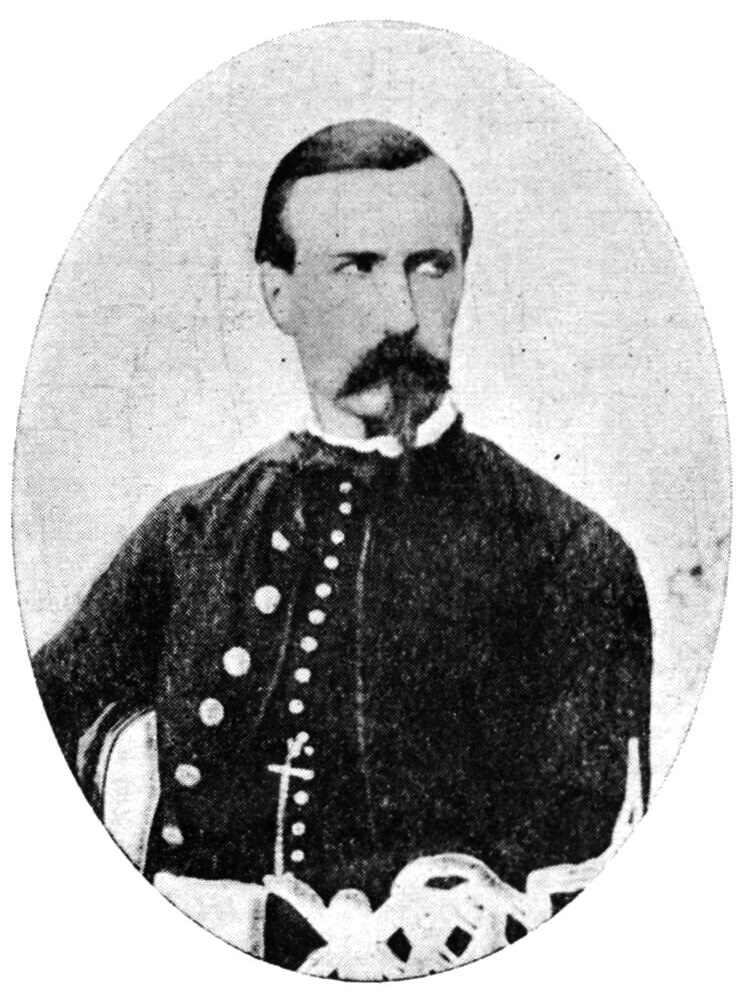
Edmond Seriziat en tenue de capitaine (avant 1871).